# جکی میودی
جکی میودی (انگلیسی: Jackie Mudie; ۱۰ آوریل ۱۹۳۰ – ۲ مارس ۱۹۹۲) بازیکن و مربی فوتبال اهل اسکاتلند بود.
از باشگاه‌هایی که در آن بازی کرده‌است می‌توان به باشگاه فوتبال استوک سیتی، باشگاه فوتبال بلکپول، و باشگاه فوتبال پورت ویل اشاره کرد.
وی همچنین در تیم ملی فوتبال اسکاتلند بازی کرده‌است.